# In Too Deep
In Too Deep é um filme de 1999, escrito por Michael Henry Brown e Paul Aaron e dirigido por Michael Rymer. O filme estrela LL Cool J, Omar Epps e Nia Long.

## Elenco
- Omar Epps — Jeff Cole/J. Reid
- LL Cool J — Dwayne Gittens/God
- Nia Long — Myra
- Stanley Tucci — Preston D'Ambrosio
- Hill Harper — Breezy T.
- Jake Weber — Daniel Connelly
- Richard Brooks — Wesley
- David Patrick Kelly — Rick Scott
- Pam Grier — Det. Angela Wilson
- Gano Grills - Frisco
- Veronica Webb — Pam
- Ron Canada — Dr. Bratton
- Robert LaSardo — Felipe Batista
- Ivonne Coll — Mrs. Batista
- Don Harvey — Murphy
- Jermaine Dupri — Melvin
- Chris Collins — Lookout
- Robert Lasardo — Miguel Batista
- Aunjanue Ellis — Denise
- Sticky Fingaz — Ozzie
- Michie Mee — Martha (como Michi Mi)
- Mya Harrison — Loretta
- Shyheim Franklin — Che
- Nas — Drug Dealer no Street Corner

## Trilha sonora
A trilha sonora do filme contém várias partes de música no estilo hip hop, e foi lançado  em 24 de agosto de 1999, pela gravadora Columbia Records. Ficou na 28ª posição no Billboard 200e em 8º no Top R&B/Hip-Hop Albums. É destacado o som "How to Rob", de 50 Cent, seu primeiro single da carreira.